# Alpensia Sliding Centre
Alpensia Sliding Centre is een ijsbaan in het Zuid-Koreaanse Pyeongchang. De baan werd in 2017 in gebruik genomen; op 18 februari 2017 vond er een manche van de wereldbeker rodelen plaats en op 16 en 17 maart 2017 een manche van de wereldbeker bobsleeën en skeleton.
Het Sliding Centre was een van de wedstrijdlocaties bij de Olympische Winterspelen 2018, waarvoor het tot Olympic Sliding Centre werd omgedoopt. Op de baan werden de wedstrijden in het bobsleeën, rodelen en skeleton gehouden.
De baan biedt plaats aan 7.000 toeschouwers.

## Gegevens[1]
- bobslee, skeleton: 1.376 m (16 bochten; hoogteverschil 116,3 m, gemiddelde helling 9,48%)
- rodelen, heren: 1.344 m (16 bochten; hoogteverschil 117,1 m; gemiddelde helling 9,679%)
- rodelen, dames/herendubbel: 1.201 m (13 bochten; hoogteverschil 95,6m; gemiddelde helling 8,97%)